# 盖尔代
盖尔代，是匈牙利巴兰尼亚州所辖的一个村。总面积12.76平方公里，总人口555，人口密度43.5人/平方公里（2011年1月1日）。